# Metaschoderita
La metaschoderita és un mineral de la classe dels fosfats.

## Característiques
La metaschoderita és un fosfat de fórmula química Al₂(PO₄)(VO₄)·6H₂O. Aquesta va ser modificada però restablerta de nou a l'actual en novembre de 2024. Va ser aprovada com a espècie vàlida per l'Associació Mineralògica Internacional l'any 1960, sent publicada per primera vegada el 1962. Cristal·litza en el sistema monoclínic. La seva duresa a l'escala de Mohs és 2.
Segons la classificació de Nickel-Strunz, la metaschoderita pertany a «08.CE: Fosfats sense anions addicionals, amb H₂O, només amb cations de mida mitjana, RO₄:H₂O sobre 1:2,5» juntament amb els següents minerals: chudobaïta, geigerita, newberyita, brassita, fosforrösslerita, rösslerita, metaswitzerita, switzerita, lindackerita, ondrušita, veselovskýita, pradetita, klajita, bobierrita, annabergita, arupita, barićita, eritrita, ferrisimplesita, hörnesita, köttigita, manganohörnesita, parasimplesita, vivianita, pakhomovskyita, simplesita, cattiïta, koninckita, kaňkita, steigerita, schoderita, malhmoodita, zigrasita, santabarbaraïta i metaköttigita.

## Formació i jaciments
Va ser descoberta a la serralada Fish Creek, al districte miner de Gibellini, dins el comtat d'Eureka (Nevada, Estats Units). També ha estat descrita a la mina Union Carbide, a Wilson Springs (Arkansas, Estats Units). Aquests dos indrets són els únics de tot el planeta on ha estat descrita aquesta espècie mineral.